# Peak 41
Der Peak 41 (Peak englisch für „Gipfel“) ist ein Sechstausender in der Khumbu-Region in Nepal im sogenannten Hinku Himal.
Der 6654 m hohe Peak 41 befindet sich 24 km südlich des Mount Everest. Vom Peak 41 führt ein Bergrat nach Norden zu einem Verzweigungspunkt. Von diesem führt ein Berggrat nach Westen zum Malanphulan sowie ein weiterer Berggrat weiter nach Norden zum Ama Dablam. Nach Süden führt der Berggrat zum 5415 m hohen Mera La, einem Übergang zum südlich gelegenen Mera Peak (6476 m). Entlang der Ostflanke des Peak 41 strömt der Hunku Drangka nach Süden. Auf der gegenüberliegenden Talseite erhebt sich der Westgipfel des Chamlang (7319 m). Die Westflanke des Peak 41 wird über den Hinku Drangka entwässert.

## Besteigungsgeschichte
Einer slowenischen Bergsteigergruppe gelang im Oktober 2002 die erste offizielle Besteigung des Peak 41. Die Aufstiegsroute führte über die Westwand und den Nordgrat zum Gipfel.
Möglicherweise gab es davor schon nicht genehmigte Besteigungen des Peak 41.